# مهتدی
ابواسحق محمد مهتدی پسر واثق و چهاردهمین خلیفه عباسی در بغداد بود که از سال ۲۵۵ تا ۲۵۶ هجری قمری (سال ۸۶۹ تا ۸۷۰ میلادی) در سرزمین‌های اسلامی فرمان راند؛ که مداحان او وی را به دادگری و نیرومندی توصیف مینمودند. در آغاز خلافت وی، اهل بغداد سر به شورش برداشتند و از بیعت با او سرباز زدند؛ اما مهتدی این شورش‌ها را با خونریزی فرونشاند. علویان نیز شورش کردند، به ویژه در طبرستان، حسن بن زید علوی سر به شورش برداشت. احمد بن عیسی شیخ که پدرش ولایت فلسطین را داشت نیز شورید؛ اما تمام این شورش‌ها با کمک زور توسط مهتدی سرکوب شد. وی با مکر در بین ترکان که در آن زمان نیرومندی بسیار به دست آورده بودند، شکاف افکند و جنگی در میان ایشان برانداخت.
با توجه به این‌که شیعیان تولد آخرین امام خود را در نیمه شعبان سال ۲۵۵ هجری قمری می‌دانند، باید گفت که محمد بن الحسن العسکری (امام زمان) در دوران این خلیفه متولد شد.

## مرگ
ترکان بر قتل او همداستان شدند و از این رو وی را از خلافت انداخته، شکنجه کردند، و او را در سال ۸۷۰، یک سال پس از شروع خلافتش به قتل رساندند.